# Noriyo Tateno
Noriyo Tateno (en japonés: 立野 記代, Tateno Noriyo) (Ashikaga, 1 de diciembre de 1965) es una ex luchadora profesional japonesa, conocida por formar parte de la dupla de lucha libre The Jumping Bomb Angels, junto a su compañera Itsuki Yamazaki.

## Carrera profesional

### All Japan Women's Pro-Wrestling
Tateno compitió en la promoción All Japan Women's Pro-Wrestling en la década de 1980. El 10 de agosto de 1982, derrotó a Chigusa Nagayo para ganar el AJW Junior Championship, que mantuvo hasta el 8 de enero de 1984, cuando lo perdió a manos de Nagayo. El 28 de febrero de 1984, fue derrotada por su futura compañera Itsuki Yamazaki por el Campeonato de la AJW.
Tateno también ostentó el Campeonato de All Pacific en All Japan. Derrotó a Bull Nakano por el título el 13 de noviembre de 1989 y lo mantuvo hasta el 30 de abril de 1990, cuando fue derrotada por Aja Kong.

### The Jumping Bomb Angels
Tateno se asoció con Itsuki Yamazaki para formar un tag team que inicialmente compitió en Japón. El 5 de enero de 1986, The Angels derrotó a Bull Nakano y Condor Saito para ganar el vacante WWWA World Tag Team Championship. Luego, el 20 de marzo de 1986, The Crush Gals (Lioness Asuka y Chigusa Nagayo) derrotaron a The Angels para capturar los títulos WWWA Tag Team.
La dupla entró en la World Wrestling Federation a mediados de 1987 con el nombre de The Jumping Bomb Angels. En la primera edición de Survivor Series, The Jumping Bomb Angels fueron las únicas supervivientes de un combate femenino. Durante el mismo, recibieron grandes ovaciones del público y los elogios de los comentaristas Gorilla Monsoon y Jesse Ventura, especialmente después de que le dieran una patada a Jimmy Hart desde el tensor en el momento culminante del combate. El 24 de enero de 1988, en el Royal Rumble inaugural, derrotaron a The Glamour Girls (Leilani Kai y Judy Martin) en un combate de dos de tres caídas para ganar el WWF Ladies Tag Team Championship. La dupla japonesa reinó durante 136 días hasta el 8 de junio de 1988, cuando las Glamour Girls las derrotaron para recuperar el título de la WWF.

### Ladies Legend Pro Wrestling
Desde 1992 hasta su retirada en 2010, Tateno compitió en Ladies Legend Pro-Wrestling, promoción independiente de luchadoras en Japón.

## Campeonatos y logros
- All Japan Women's Pro-Wrestling
  - AJW Junior Championship (1 vez)
  - All Pacific Championship (1 vez)
  - WWWA World Tag Team Championship (1 vez) - con Itsuki Yamazaki
- Ladies Legend Pro-Wrestling
  - LLPW Singles Championship (1 vez)
  - LLPW Six-Woman Tag Team Championship (2 veces) - con Rumi Kazama y Yasha Kurenai (1) y Keiko Aono y Harley Saito (1)
  - LLPW Tag Team Championship (1 vez) - con Eagle Sawai
- Ladies Professional Wrestling Association
  - LPWA Tag Team Championship (1 vez) - con Eagle Sawai
- World Wrestling Federation
  - WWF Women's Tag Team Championship (1 vez) - con Itsuki Yamazaki